# Вас (Белуно)
Вас (итал. Vas) је насеље у Италији у округу Белуно, региону Венето.
Према процени из 2011. у насељу је живело 487 становника. Насеље се налази на надморској висини од 216 м.

## Становништво
| 1931. | 1936. | 1951. | 1961. | 1971. | 1981. | 1991. | 2001. | 2011. |
| ----- | ----- | ----- | ----- | ----- | ----- | ----- | ----- | ----- |
| 1.594 | 1.434 | 1.467 | 1.274 | 948   | 879   | 805   | 864   | 827   |